# Homblières
Homblières ist eine französische Gemeinde mit 1.425 Einwohnern (Stand: 1. Januar 2022) im Département Aisne in der Region Hauts-de-France. Sie gehört zum Arrondissement Saint-Quentin und zum Kanton Saint-Quentin-3. 

## Geographie
Homblières liegt im Vermandois, etwa fünf Kilometer östlich des Stadtzentrums von Saint-Quentin am kleinen Fluss Muid Proyard. Nachbargemeinden von Homblières sind Remaucourt, Essigny-le-Petit und Fonsomme im Norden, Fontaine-Notre-Dame im Nordosten, Marcy im Osten, Regny im Südosten, Mesnil-Saint-Laurent im Süden, Harly im Südwesten, Rouvroy im Westen sowie Morcourt im Nordwesten.

## Bevölkerungsentwicklung
| Jahr                       | 1962 | 1968 | 1975 | 1982 | 1990 | 1999 | 2011 | 2022 |
| -------------------------- | ---- | ---- | ---- | ---- | ---- | ---- | ---- | ---- |
| Einwohner                  | 820  | 891  | 915  | 1223 | 1495 | 1462 | 1499 | 1425 |
| Quellen: Cassini und INSEE |      |      |      |      |      |      |      |      |

## Sehenswürdigkeiten
- Kirche Saint-Étienne
- Pfarrhaus
- Park und Tor zur früheren Klosteranlage von Sainte-
- Wasserturm

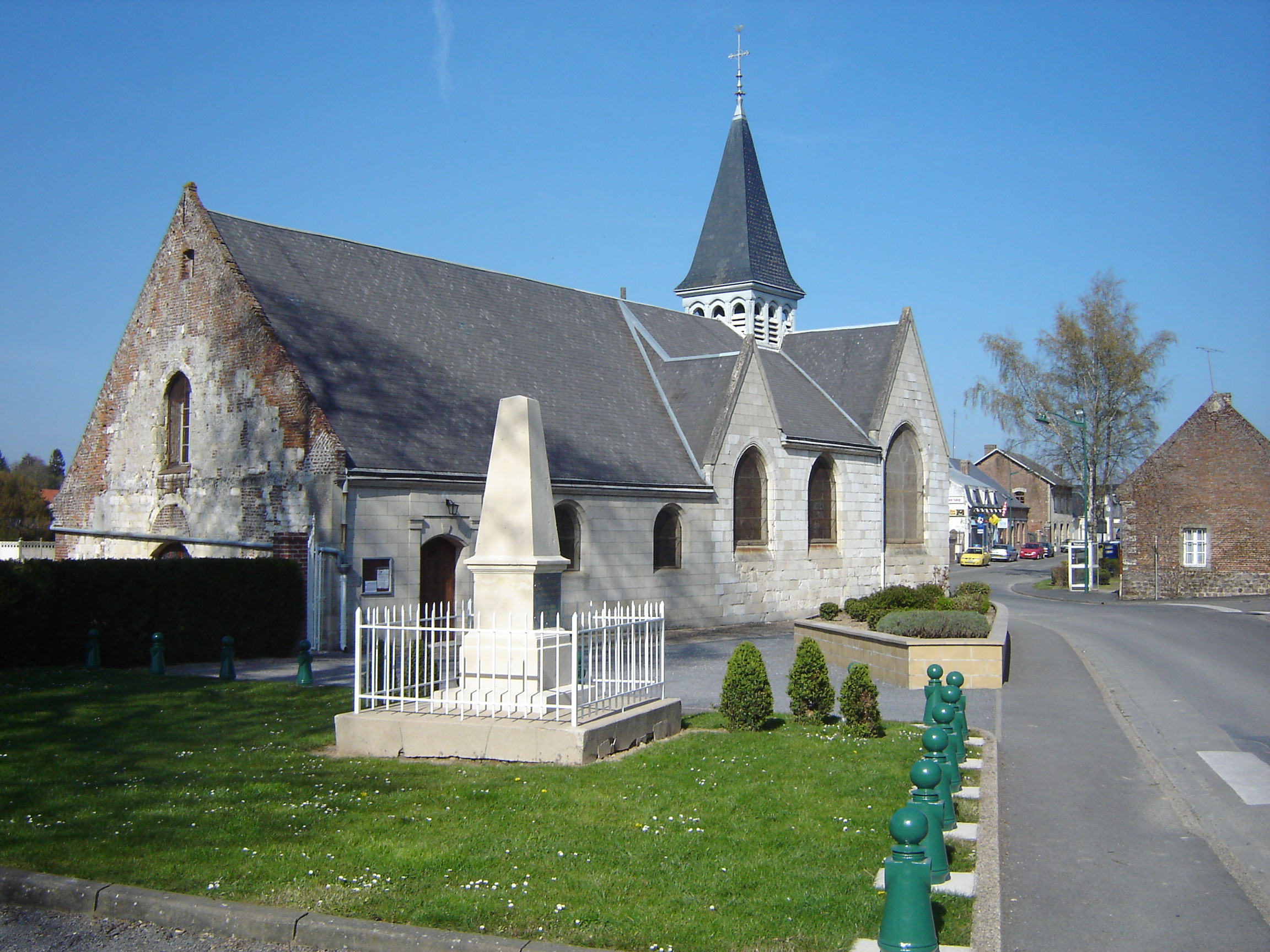
Kirche Saint-Étienne
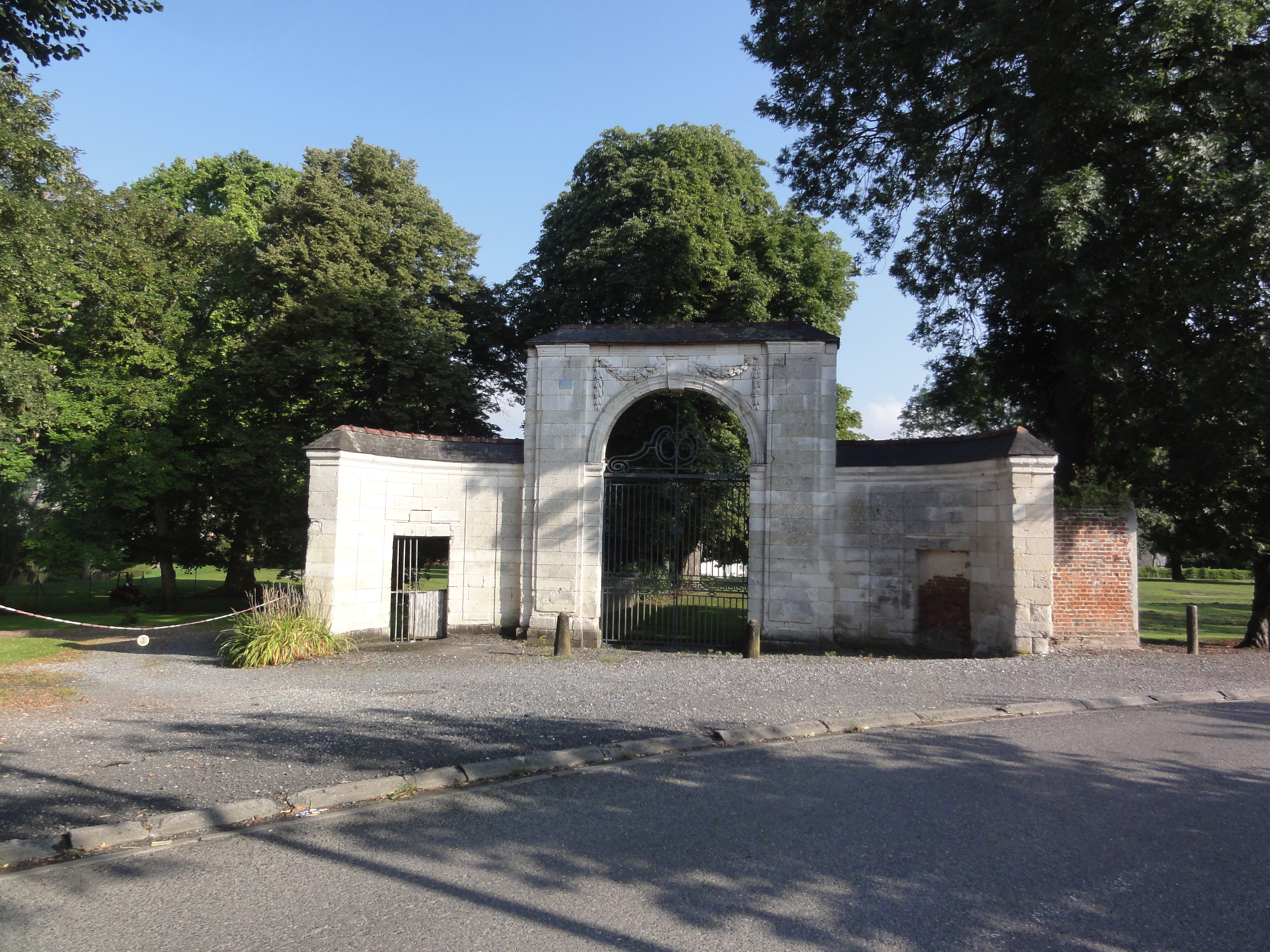
Tor zum Park des Klosters Sainte-Hunegonde

## Persönlichkeiten
- Pia Colombo (1934–1986), italofranzösische Sängerin